# Джонстон, Александр
Александр Джонстон (англ. Alexander Keith Johnston; 28 декабря 1804 г., возле Эдинбурга — 9 июля 1871 г., Йоркшир) — шотландский географ, картограф, гравёр, лексикограф и издатель, работавший в Эдинбурге в течение XIX века.

## Биография и издательская деятельность
Школу для гравёров окончил в Университете Эдинбурга. Вместе со старшим братом Уильямом основал издательскую компанию «W. & A. K. Johnston», которая с 1840-х годов издаёт значительное количество карт и несколько атласов. В октябре 1849 года он был избран членом Королевского общества в Эдинбурге. В 1862 году был одним из основателей метеорологического общества Шотландии.
В 1856 году в Эдинбурге вышел в свет географический атлас Александра Джонстона. В атласе помещена карта «Распространение человека в Европе по языковому признаку» («Distribution of man in Europe according to language»). Карта датируется 1854 годом. Напечатана в издательстве «William Blackwood and Sons». Масштаб 1:17 000 000. Автор выделяет языковые семьи: германскую, кельтскую, греко-латинскую, славянскую. Каждая языковая семья обозначена соответствующим цветом. К славянской относятся русские, поляки, болгары, латыши, литовцы и др. Вся Бессарабия и большая часть современной Молдовы на этой карте обозначены как славянские земли.
В том же 1856 году Александр Джонстон выдает «Этнографическую карту Европы» («Ethnographic map of Europe according to Gustaf Kombst»). Место издания Эдинбург. Формат карты 51х62 см. Карта напечатана в атласе «The physical atlas of natural phenomena». В легенде карты встречаются названия Россия и Малороссия.

## Избранные работы
- «National Atlas of General Geography» (1843)
- «Atlas to Alison’s history of Europe» (1848)
- «The Physical Atlas of natural phenomena» (1848)
- «The Royal Atlas of Modern Geography» (1855)
- «The cabinet atlas of the actual geography of the world: with a complete index» (1865)
- «Atlas to Alison’s history of Europe» (1866)
- «The handy royal atlas of modern geography» (1868)
- «Classical atlas» (posthumno, 1886)